# Seyyed Zībā Moḩammad
Seyyed Zībā Moḩammad (persiska: قَريِه زيبا مُحَمَّد, سيد زيبا محمد, زيبا محمد, Qaryeh Zībā Moḩammad, Zībā Moḩammad) är en ort i Iran.   Den ligger i provinsen Lorestan, i den västra delen av landet, 400 km sydväst om huvudstaden Teheran. Seyyed Zībā Moḩammad ligger 1 811 meter över havet och antalet invånare är 211.
Terrängen runt Seyyed Zībā Moḩammad är kuperad.Runt Seyyed Zībā Moḩammad är det ganska tätbefolkat, med 72 invånare per kvadratkilometer. Närmaste större samhälle är Zāgheh-ye ‘Olyā, 11,3 km norr om Seyyed Zībā Moḩammad. Trakten runt Seyyed Zībā Moḩammad består i huvudsak av gräsmarker.